# Sideridis marginata
Sideridis marginata là một loài bướm đêm trong họ Noctuidae.